# توکی ساداماسا
توکی ساداماسا (به ژاپنی: 土岐定政) سامورایی و یکی از ملازم خاندان توکی در دوره سنگوکو بود.